# Zatypota gracilipes
Zatypota gracilipes är en stekelart som beskrevs av Tohru Uchida och Setsuya Momoi 1958. Zatypota gracilipes ingår i släktet Zatypota och familjen brokparasitsteklar. Inga underarter finns listade i Catalogue of Life.